# 1937 au Maroc
Chronologie du Maroc
- 1933
- 1934
- 1935
- 1936
- 1937
- 1938
- 1939
- 1940
- 1941

Cet article présente les faits marquants de l'année 1937 au Maroc ou relatifs au Maroc.

## Événements
- Scission du Comité d'action marocaine. Allal El-Fassi est déporté au Gabon, Mohammed El-Ouazzani au Sahara[1].
- Soulèvement de Boufekrane, conséquence de l'arrêté du 12 février 1937 qui octroie aux colons français seize parts en eau sur vingt-quatre[2].
- Le Wydad Athletic Club appelé aussi Wydad AC ou simplement WAC (en arabe : نادي الوداد الرياضي) est un club professionnel marocain omnisports. Fondé le 8 mai 1937, basé à Casablanca et à portée nationale et internationale dont sa section de football créée le 19 juin 1939 sous l'impulsion de Mohamed Benjelloun Touimi, président-fondateur du club et membre à vie du CIO (Comité international olympique).
- 23 juillet : création par Allal El Fassi du parti National au Maroc, qui deviendra l’Istiqlal en 1943, parti nationaliste[3].

## Naissances en 1937
- Mohamed Benaïssa